# Wychnor
Wychnor lub Wichnor lub Whichnour – wieś i civil parish, która sąsiaduje ze wsiami Alrewas i Barton-under-Needwood, w dystrykcie East Staffordshire, w hrabstwie Staffordshire, w Anglii. W civil parish zlokalizowany jest XVIII-wieczny dworek Wychnor Park oraz zabytkowy kościół św. Leonarda z XIV w. W spisie ludności przeprowadzonym w 2011 roku parafia liczyła 397 mieszkańców. Wychnor jest wspomniana w Domesday Book (1086) jako Wicenor.
Wychnor Bridges miejscowość wchodzi w skład civil parish Wychnor, osada zlokalizowana jest na skrzyżowaniu drogi A38 i rzeki Trent. Nieopodal miejscowości znajduje się węzeł kolejowy Wychnor Junction, gdzie łączą się linie kolejowe South Staffordshire Line i Cross Country Route.